# 電気蓄熱暖房機

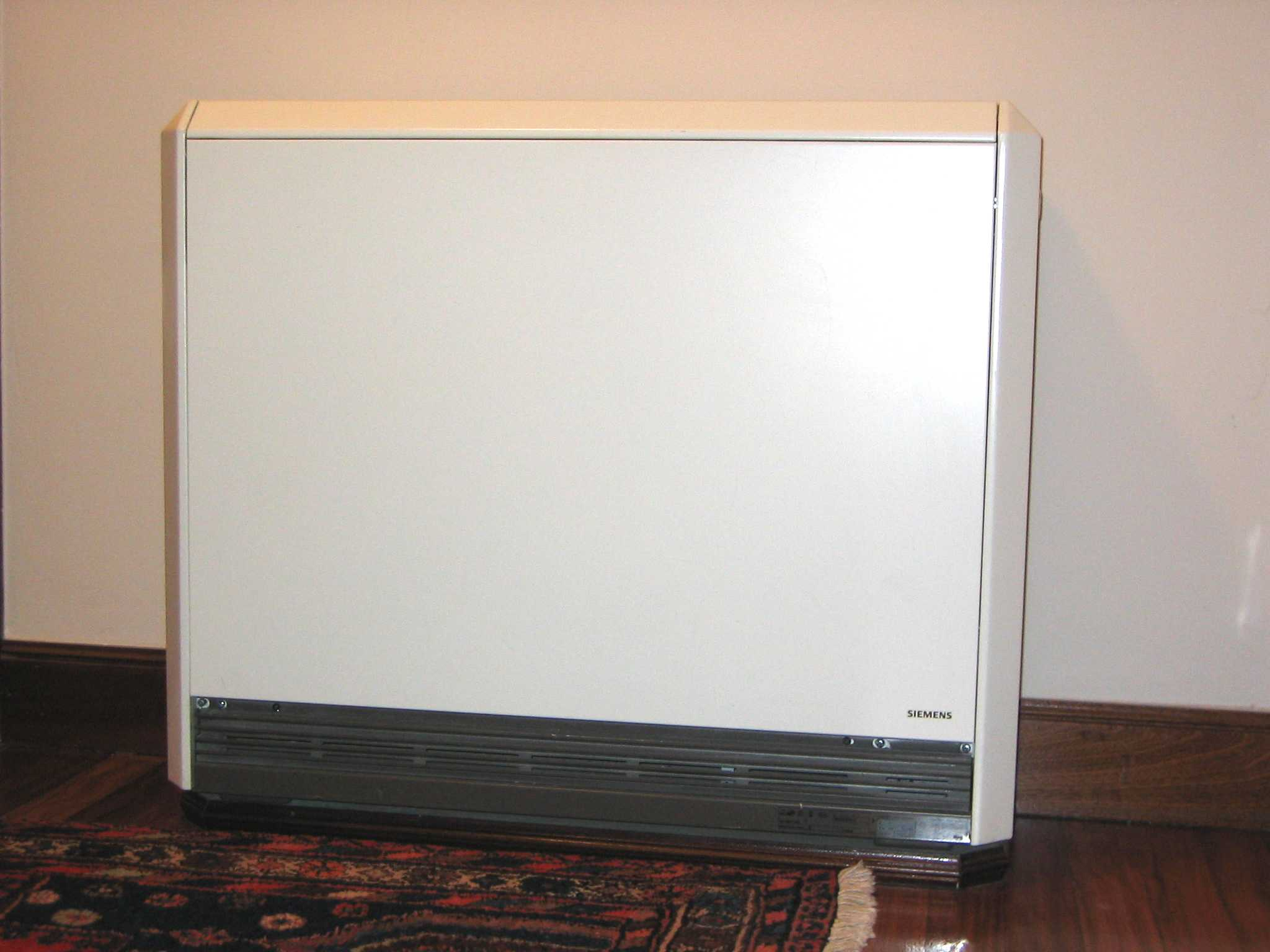
シーメンス製電気蓄熱暖房機

電気蓄熱暖房機（でんきちくねつだんぼうき、電気蓄熱暖房器）は、蓄熱を利用した電気ストーブ。略称は蓄暖（ちくだん）。

## 機能・構造

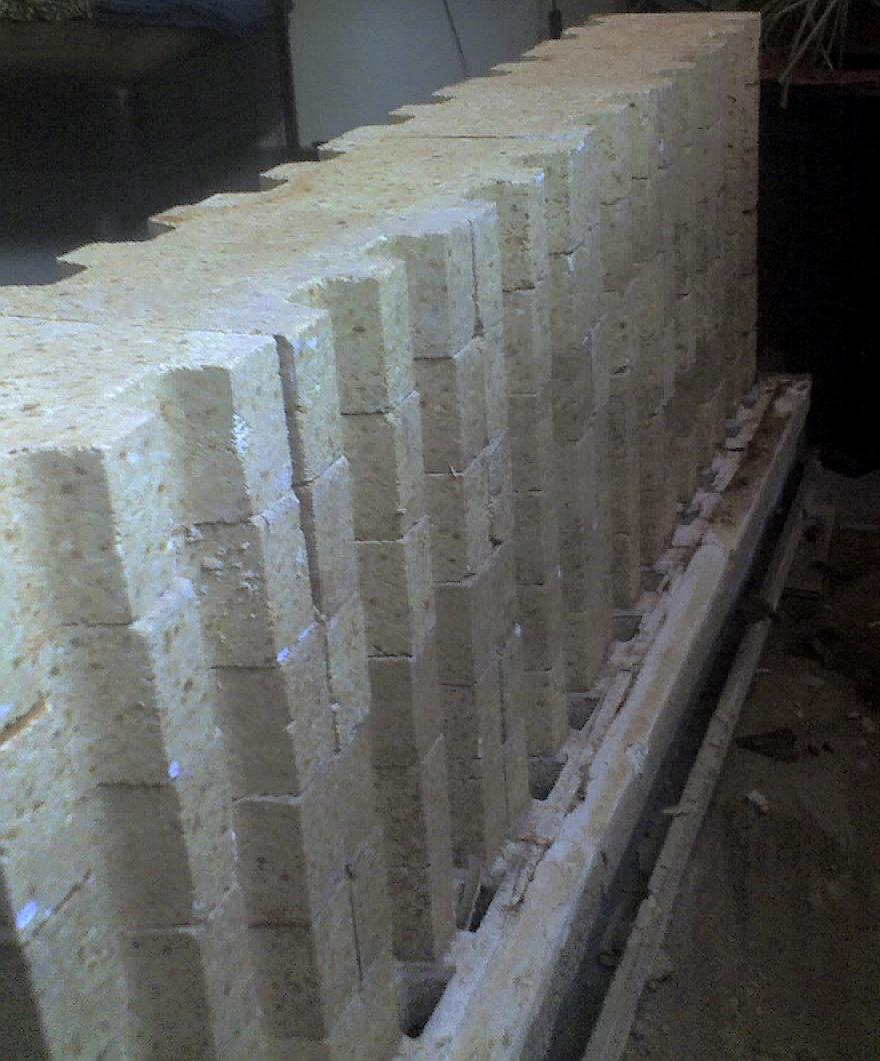
蓄熱体（煉瓦）

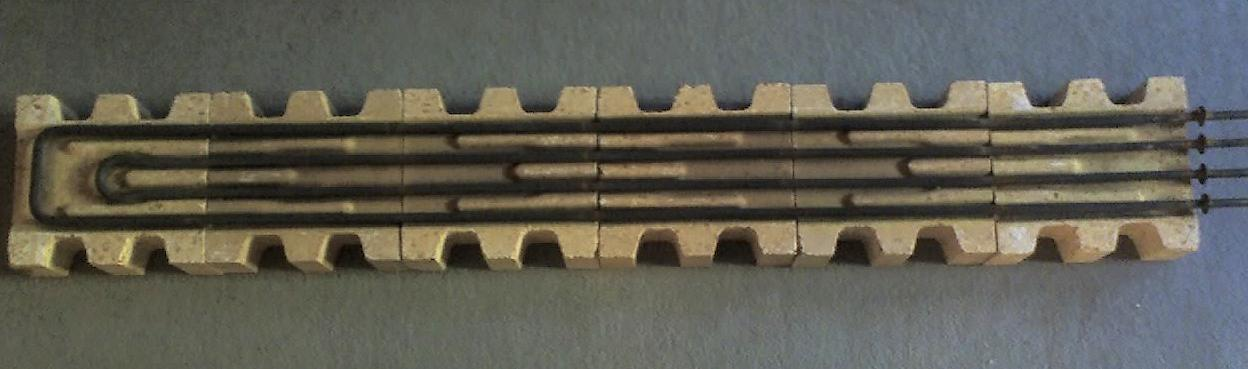
蓄熱体の断面
黒色の線が発熱体の電熱線（ヒーター）である。

電気蓄熱暖房機は、内部の蓄熱体を加熱・放熱することで暖房に利用するものである。蓄熱体としては煉瓦が用いられ、これを加熱することで熱を貯えておき、その熱を必要により取り出して、室内空間を暖めるのに使う。
蓄熱暖房の起源はヨーロッパの家庭にある暖炉であると言われている。暖炉の火によって暖められた煉瓦からは穏やかに熱が放出され、部屋を暖かく保つのである。電気蓄熱暖房機の場合、煉瓦の加熱には電気（電熱）を用いる。煉瓦のすき間に発熱体（ヒーター）を挿入し、これに電流を流して発熱させる。火を使わないので室内の空気を汚さず、安全性が高い。
蓄熱体に用いる煉瓦の材質は、酸化マグネシウム（マグネシア）を主成分とするものと、酸化鉄を主成分とするものとの2種類がある。前者は「熱しやすく冷めやすい」という性質（600℃における熱伝導率 5.8 W･m-1･K-1）を持ち、加工のしやすさにも優れる。後者は「熱しにくく冷めにくい」という性質（同 2.0 W･m-1･K-1）を持ち、熱の取り出し効率を高めるためには煉瓦に穴を開けるといった工夫が必要とされる。
蓄熱体からの放熱はファン（送風機）を用いた強制放熱、もしくはファンを用いない自然放熱（ファンレス）の2種類がある。前者はファンの運転を制御することで、後者は放熱口のダンパを動かして開口面積を変えることで、それぞれ放熱量を調節する。
蓄熱体の加熱には安価な深夜電力を利用するので経済的である。ただし、内部に重い蓄熱体を有することから、設置時に床面補強や、地震時の転倒防止として壁面補強が必要となる場合がある。また、製品によっては200ボルトの屋内配線工事を伴う場合もある。なお、現在ではより効率のよいヒートポンプを利用した暖房が実用化されており、条件次第では年間消費電力量を半減させることも可能と試算されている。